# Parsons Green (metrostation)
Parsons Green is een station van de metro van Londen aan de bovengronds lopende Wimbledon branch (de tak van Earl's Court naar Wimbledon) van de District Line. Het metrostation, dat in 1880 is geopend door de toenmalige Metropolitan District Railway, ligt in de wijk Walham Green. Het stationsgebouw is ontworpen door de architecten Clemence en Barry.

## Geschiedenis
De Metropolitan District Railway, de latere District Line, opende in 1868 waarna vooral aan de westkant meerdere verlengingen en vertakkingen volgden. Het knooppunt kwam bij Earl's Court waar in 1880 ook de tak naar Putney Bridge op de andere takken werd aangesloten. Aanvankelijk was het station een standplaats voor metrobestuurders, deze functie is later overgenomen door Earl's Court. In 1889 werden de diensten op de lijn doorgetrokken tot Wimbledon. Na de voltooiing van de Victoria Line en de eerste fase van de Fleet Line kwamen er ideeën voor een verbinding tussen het zuidwesten en noordoosten van de stad. In 1991 lag er een plan voor de Chelsea and Hackney Line waarin de District Line ten zuiden van Parsons Green zou opgaan. Hierdoor zou Parsons Green het eindpunt van de tak van de District Line worden en dienen als overstappunt tussen beide lijnen. Sindsdien zijn de plannen voor de lijn aangepast en in 2007 was er geen sprake meer van een metro, maar van een grootprofiellijn onder de naam Crossrail 2. De route loopt echter niet meer via Parsons Green maar via het oostelijker gelegen, Clapham.    

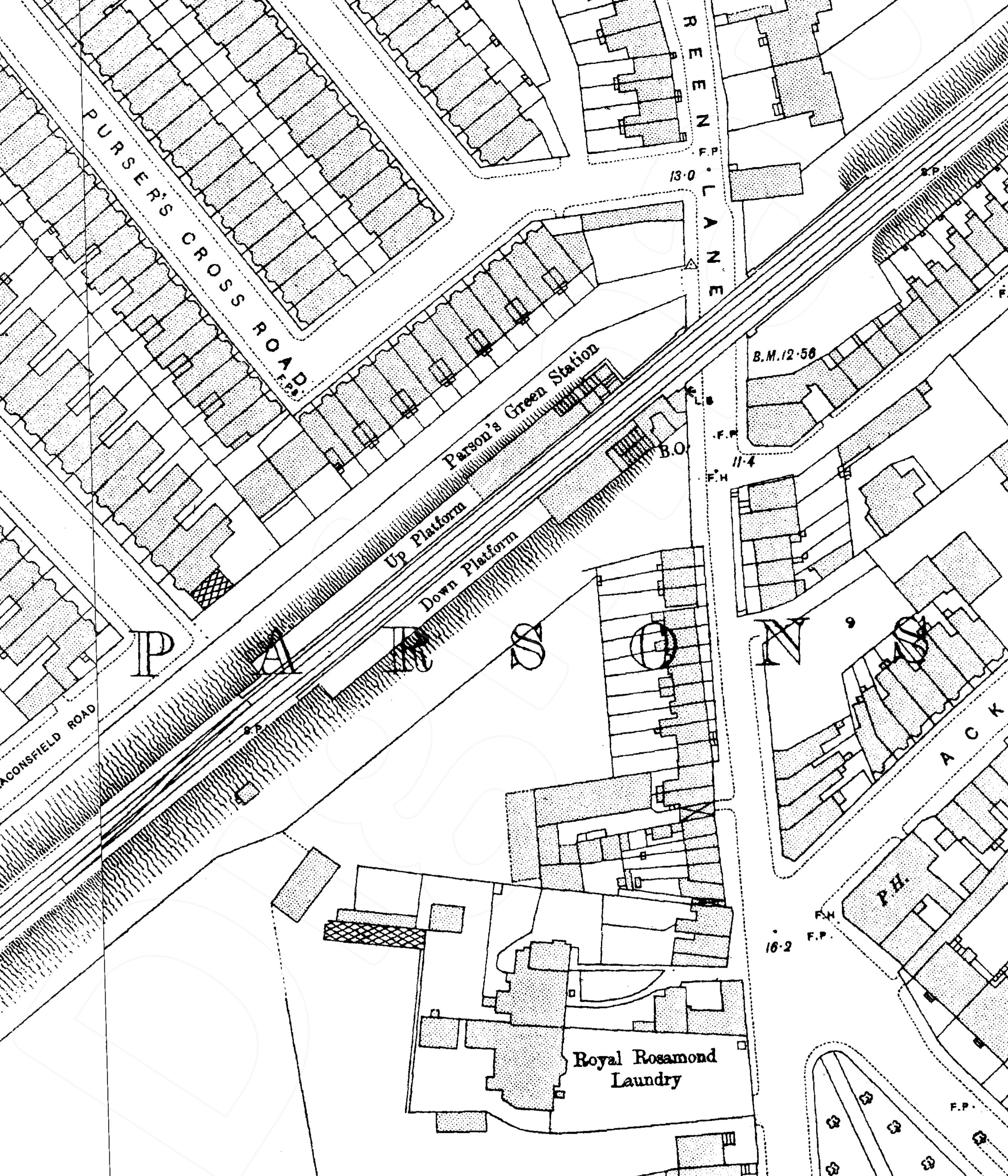
Het station en omgeving op de kaart van 1890.
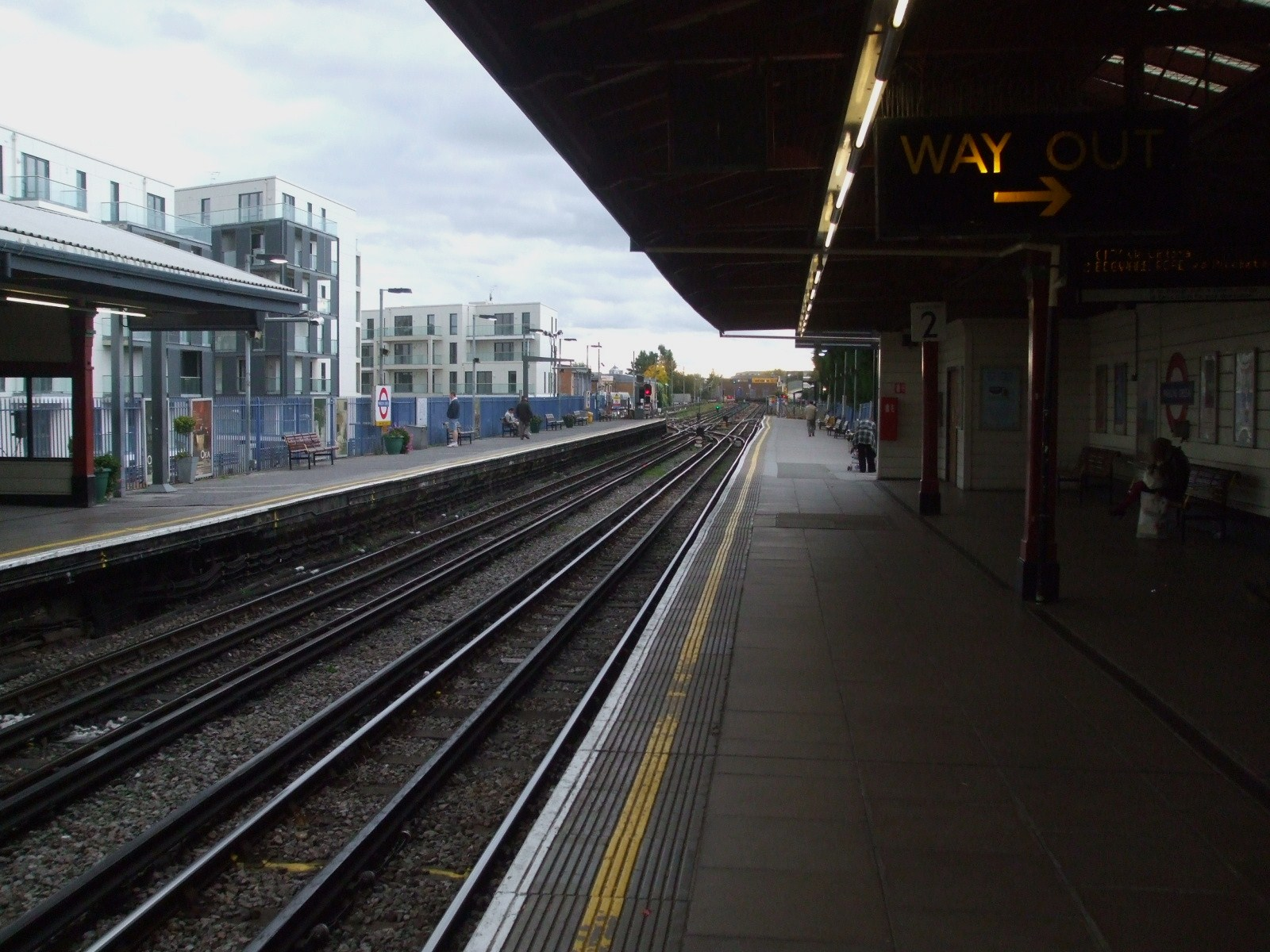
De perrons van station Parsons Green.
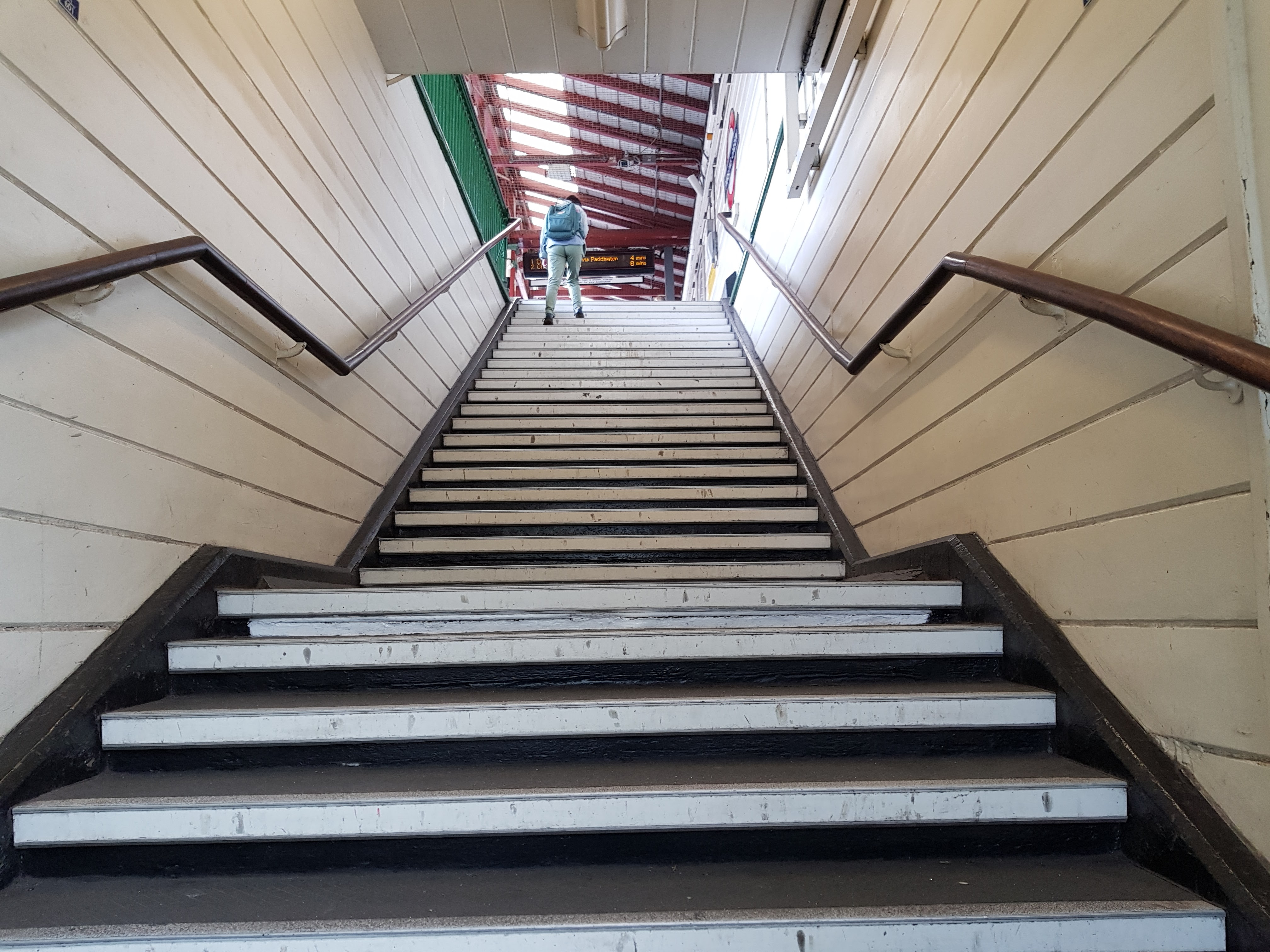
Trap tussen hal en perron.

## Ligging en inrichting
Het station heeft twee ingangen, een aan de Parsons Green Lane vlak ten zuiden van het viaduct en een aan de Beaconsfield Walk aan de noordkant van het talud. Het naamgevende park ligt ongeveer 120 meter ten zuiden van het station. De perrons zijn met vaste trappen verbonden met de hal onder de sporen. Een deel van de metrodiensten eindigen of beginnen bij Parsons Green. Aan de oostkant van de perrons liggen aan weerszijden van de doorgaande sporen opstelsporen. Het noordelijke kan twee metrostellen van type D of S herbergen, het zuidelijke slechts een metrostel. Aan de westkant liggen vier kopsporen, deze zijn geschikt voor elk een metrostel type D of S. Langs het zuidelijke perron ligt ook nog een kopspoor dat een metrostel type C kan herbergen, maar omdat dit materieel niet meer in de normale dienst wordt ingezet is dit spoor buitengebruik. 

## Bomaanslag
Op 15 september 2017 vond nabij het station een bomaanslag plaats in een metrotrein, waarbij 30 gewonden vielen. De explosie werd door de Metropolitan Police behandeld als een terroristisch incident. De betrokkenheid van IS werd gesuggereerd door een aan IS gelieerd persbureau maar is nooit hard gemaakt. De dader, Ahmed Hassan, werd in maart 2018 berecht voor poging tot moord. Hij werd veroordeeld tot een levenslange gevangenisstraf en moet minimaal 34 jaar uitzitten. Op 6 april 2019 werd medegedeeld dat luitenant-kolonel Craig Palmer, een reiziger van de getroffen metro, de Queen's Commendation for Bravery had gekregen voor zijn aandeel in het voor de rechter brengen van de dader en zijn veroordeling.

## Fotoarchief
- Parsons Green station, 1927
- Interior of ticket hall, 1956